# 张梅 (嘉庆药商)
张梅，清朝嘉庆年间大药商，钱塘“张同泰”创办人。张同泰后成为嘉道年间中国最大的药号。字春占，号耐仙，别称张耐先。

## 生平
浙江宁波府慈谿县慈东马径（今属宁波市江北区）人。其父张锦早年自宁波府慈溪县赴杭州经商，经营药业。张梅是张锦晚年独生子。早年志在科举，弱冠应童子试，以慈谿县试第一名考中秀才，另说考中举人。但其家业已大，其母亲对他说：“父以暮年得汝，遗业在杭，使弗失坠，乃所以慰汝父心也”，意即“你父亲在晚年才有你，遗产在杭州，不要荒废了家业，才能让你父亲安心”。张梅于是放弃科举，移居杭州，继承家族产业。1847年，正式接管张同泰药号。另说嘉庆十年（1805年），张梅于杭州同春坊盘进沈同泰国药号，成立规模更大的张同泰药号。
张梅经营有方，张同泰在张手上成为当时最大药号。有评其“有大过人之才识，乃翁未竟之志、未成之业，恢宏而广大之”，说的是张才识过人，其父未能完成的事业，在他手上拓展广大。制药追求“悉遵古法,务尽其良”，“货真价实、存心利济”。张又助军饷七万银元，清廷赠户部员外郎衔，成为红顶商人，其父张锦亦获赠儒林郎、候选布政司理问官职。

## 后代
第三代“斯”字辈有：
- 张斯枸：晚晴外交家
- 张斯桂：晚晴外交家

另有第五代海派篆刻大师张鲁庵。